# 杰克逊维尔爵士乐队
杰克逊维尔爵士乐队（英語：Jacksonville JAM）是美国篮球协会扩展球队，主场位于佛罗里达州，杰克逊维尔。球队首个赛季在2006年11月开始，球队所有的比赛都在南佛罗里达大学球馆举行。其中18场比赛中的13场是在周五晚上进行的，其余的比赛则在周日进行，球队计划在2008/09赛季将球队的主体育馆椅移往老兵纪念球馆。